# Placoderes
Placoderes är ett släkte av skalbaggar. Placoderes ingår i familjen vivlar.
Kladogram enligt Catalogue of Life:
| Placoderes | \| \| Placoderes variegatus \| \| \| \| |
|            | \| \| Placoderes variegatus \| \| \| \| |
|            | Placoderes variegatus                   |
|            |                                         |